# Johanna Frid
Amanda Johanna Frid, född 5 januari 1988 i Stockholm, är en svensk författare.

## Biografi
Johanna Frid utbildade sig på Södertörns högskola med en kandidatexamen i bland annat filosofi och på Syddansk universitet i Odense med en magisterexamen i bland annat kulturförmedling.
Hon debuterade 2017 tillsammans med Gordana Spasic (född 1988) med diktsviten Familieepos på danska och svenska som nominerades till Sveriges Radios lyrikpris.
År 2018 publicerades hennes första roman, Nora eller Brinn Oslo brinn, för vilken hon fick Dagens Nyheters kulturpris 2019. Boken har översatts till danska, norska, polska och nederländska.